# Halové české rekordy v atletice – ženy
Seznam halových rekordů českých atletek podle atletických disciplín:
| Disciplína    | Atletka                                                                | Výkon        | Klub              | Datum rekordu                    | Místo rekordu      |
| ------------- | ---------------------------------------------------------------------- | ------------ | ----------------- | -------------------------------- | ------------------ |
| 50 m          | Renata Kubalová                                                        | 6,23 s       | Vítkovice         | 23. 2. 1991                      | Praha              |
| 60 m          | Karolína Maňasová                                                      | 7,10 s       | Vítkovice         | 9. 3. 2025                       | Apeldoorn          |
| 200 m         | Jarmila Kratochvílová                                                  | 22,76 s      | VŠ Praha          | 28. 1. 1981                      | Vídeň              |
| 400 m         | Jarmila Kratochvílová                                                  | 49,59 s (WR) | VŠ Praha          | 7. 3. 1982                       | Milán              |
| 800 m         | Ludmila Formanová                                                      | 1:56,90      | AC Čáslav         | 7. 3. 1999                       | Maebaši            |
| 1 000 m       | Ivana Kubešová                                                         | 2:42,79      | VŠ Praha          | 17. 3. 1991                      | Haag               |
| 1 500 m       | Simona Vrzalová                                                        | 4:05,73      | SSK Vítkovice     | 12. 2. 2019                      | Ostrava            |
| 1 míle        | Kristiina Sasínek Mäki                                                 | 4:32,30      | VŠ Praha          | 8. 2. 2023                       | Toruň              |
| 3 000 m       | Andrea Šuldesová                                                       | 8:49,15      | Loko Břeclav      | 3. 2. 1999                       | Erfurt             |
| 5 000 m       | Barbora Kuncová                                                        | 16:24,01     | AC Slovan Liberec | 12. 2. 2005                      | Fayetteville       |
| 50 m překážek | Blanka Henešová                                                        | 7,00 s       | Alfa Zlín         | 23. 2. 1991                      | Praha              |
| 60 m překážek | Lucie Škrobáková                                                       | 7,95 s       | USK Praha         | 6. 3. 2009                       | Turín              |
| Skok do výšky | Barbora Laláková                                                       | 1,99 m       | USK Praha         | 14. 2. 2006                      | Banská Bystrica    |
| Skok o tyči   | Jiřina Ptáčníková                                                      | 4,71 m       | Dukla Praha       | 31. 1. 2014                      | Drážďany           |
| Skok daleký   | Denisa Ščerbová                                                        | 6,64 m       | SSK Vítkovice     | 3. 3. 2007                       | Birmingham         |
| Trojskok      | Šárka Kašpárková                                                       | 14,87 m      | USK Praha         | 7. 3. 1999                       | Maebaši            |
| Vrh koulí     | Helena Fibingerová                                                     | 22,50 m (WR) | Vítkovice         | 19. 2. 1977 – (nejstarší rekord) | Jablonec nad Nisou |
| Pětiboj       | Eliška Klučinová                                                       | 4 687 bodů   | USK Praha         | 6. 3. 2015                       | Praha              |
| 3 km chůze    | Dana Vavřačová                                                         | 12:28,76     | LIAZ Jablonec     | 4. 3. 1990                       | Glasgow            |
| 4 × 200 m     | Hana Benešová Ludmila Formanová Naděžda Koštovalová Erika Suchovská    | 1:34,69      |                   | 17. 2. 1996                      | Vídeň              |
| 4 × 400 m     | Lada Vondrová Nikoleta Jíchová Tereza Petržilková Lurdes Gloria Manuel | 3:25,31      |                   | 9. 3. 2025 - (nejmladší rekord)  | Apeldoorn          |
| 4 × 800 m     | Petra Ivanová Martina Klesnilová Kateřina Blažková Sylva Škabrahová    | 9:08,59      |                   | 31. 1. 2008                      | Linec              |